# Summer of Love (canção de Shawn Mendes)

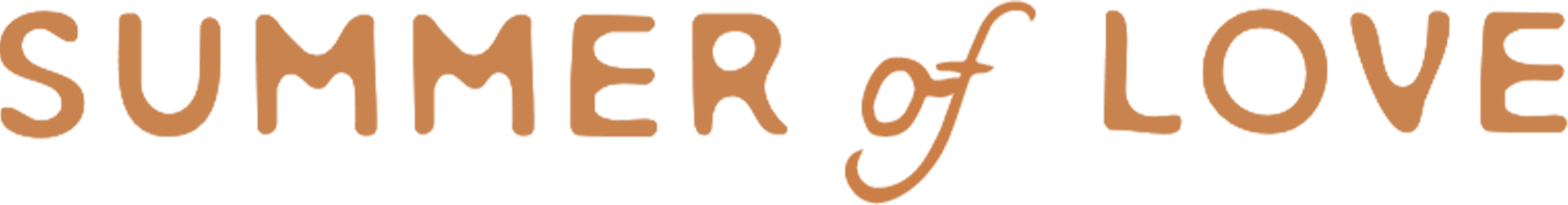
Logotipo promocional da canção.

Summer of Love é uma canção do cantor canadense Shawn Mendes e do produtor musical porto-riquenho Tainy. Foi lançado pela Island Records em 20 de agosto de 2021. Mendes lida apenas com os vocais, enquanto Tainy lida com a produção ao lado de Neon16 e do coprodutor Ido Zmishlany.

## Antecedentes e promoção
Em 6 de agosto de 2021, Mendes tocou um trecho da música enquanto dirigia. Dois dias depois, que foi o 23.º aniversário de Mendes, Mendes anunciou um lançamento na semana seguinte. Algumas letras também foram provocadas. Mendes e Tainy anunciaram a música em 9 de agosto de 2021. A música serve como a primeira colaboração entre os dois artistas.

## Videoclipe
O videoclipe estreou simultaneamente com o single em 20 de agosto de 2021. Dirigido por Matty Peacock, que já tinha trabalhado com Mendes no vídeo de seu single “Wonder”, em 2020, e filmado em Maiorca, Espanha, o “visual sonhador” apresenta o cantor “experimentando um verão de sonho despreocupado” e “vivendo no estilo das férias” com seus amigos. Cenas deles dirigindo em conversíveis, “tomando banho de sol” na praia, nadando no oceano, pulando de penhascos e festejando em uma boate em uma cidade costeira são intercaladas.

### Recepção
Joshua Espinoza, do Complex, escreveu que o vídeo “captura perfeitamente as vibrações descontraídas e arejadas da temporada atual.” Charu Sinha do Vulture comentou que “pode muito bem ser um comercial do conselho de turismo de Maiorca,” e resumiu como “Imagens do estilo Hollister de Mendes em um barco, Mendes em uma praia, Mendes em um conversível, Mendes em uma piazza , etc.”

## Performances ao vivo
Em 12 de setembro de 2021, Mendes e Tainy cantaram a música pela primeira vez no MTV Video Music Awards de 2021. Mendes cantou a música solo no Live Lounge da BBC Radio 1 em 14 de setembro.

## Equipe e colaboradores
Créditos adaptados de Tidal.
- Shawn Mendes – vocais, composição
- Tainy – produção, composição, programação, mixagem, equipe do estúdio
- Neon16 
  - Alejandro Borrero – produção, composição
  - Ivanni Rodríguez – produção, composição
- Ido Zmishlany – coprodução, composição, gravação, equipe do estúdio
- Scott Harris – composição
- Solly – composição
- Aldae – composição
- Randy Class – composição
- Andrew Jackson – composição
- Chris Gehringer – masterização, pessoal do estúdio
- Natalia Ramirez – engenharia vocal, equipe de estúdio

## Histórico de lançamento
| Região         | Data                 | Formato                    | Gravadora        | Ref.   |
| -------------- | -------------------- | -------------------------- | ---------------- | ------ |
| Vários         | 20 de agosto de 2021 | Download digital streaming | Island Universal | [ 12 ] |
| Itália         | 20 de agosto de 2021 | Contemporary hit radio     | Universal        | [ 13 ] |
| Reino Unido    | 20 de agosto de 2021 | Contemporary hit radio     | Island Republic  | [ 14 ] |
| Estados Unidos | 24 de agosto de 2021 | Contemporary hit radio     | Island Republic  | [ 15 ] |